# Fiesta (programa de televisión)
Fiesta es un programa de televisión español presentado por Emma García y producido por Unicorn Content para su emisión desde el 1 de octubre de 2022 en las tardes de los fines de semana y festivos de Telecinco.

## Formato
Magacín vespertino que aborda las noticias más destacadas de la prensa del corazón ocurridas a lo largo de la semana, la actualidad y la última hora de los reality shows de la cadena y que además cuenta con entrevistas e invitados y tertulias con un amplio plantel de colaboradores, así como diferentes secciones temáticas como la dedicada a los vídeos de impacto y los más virales de las redes sociales.

## Historia
Tras el fin del programa Viva la vida presentado por Emma García y producido por Cuarzo Producciones el 24 de julio de 2022, Telecinco estrenó Ya es verano, producido por Unicorn Content y presentado por Frank Blanco, Verónica Dulanto y Marta González Novo, el 30 de julio de ese mismo año, con posibilidad de mantenerlo en temporada regular si la audiencia respondía, sin embargo, la audiencia del programa fue discretay los intentos de la cadena y de la productora por remontar los datos de audiencia fueron infructuosos,por lo que finalizó el 25 de septiembre de 2022.
El 15 de septiembre de 2022, Mediaset España informó de que Emma García regresaría a las tardes de los fines de semana de la cadena de la mano de la productora Unicorn Content, con un nuevo programa que tomaría el relevo de Ya es verano. Ese mismo día, el portal especializado en televisión Formula TV, anunció que Telecinco había registrado la marca Ya es fin de semana en la Oficina Española de Patentes y Marcas y que podría ser este el nombre del programa,sin embargo, la revista Semana en su edición digital informó el 24 de septiembre de 2022 que el programa se llamaría Fiesta y que se estrenaría el 1 de octubre de 2022.
El 30 de septiembre de 2022, Mediaset informó que Alba Carrillo, Alexia Rivas, Alejandra Rubio, Paloma Barrientos, Antonio Rossi, Beatriz Cortázar, Marisa Martín Blázquez, Aurelio Manzano, Kiti Gordillo, Lorena Vázquez, Sergio Garrido, Iván Reboso y Luis Rollán serían algunos de los colaboradores del programa y que en el estreno se informaría sobre los primeros pasos de Tamara Falcó en México tras su ruptura con Íñigo Onieva, entre otros contenidos.
En su primera edición estival el programa pasó a llamarse Fiesta de verano y fue presentado por María Verdoy y Frank Blanco. Durante esta temporada, que duró aproximadamente dos meses, se añadieron nuevas secciones y colaboradores y trataron el profundidad el caso de Daniel Sancho, entre otros contenidos.
Entre el 23 de marzo de 2024 y el 9 de junio de 2024, tras su caída en audiencias las semanas previas, la cadena decidió reducir la duración del programa una hora, pasando a finalizar a las 20:00, para así dar paso al concurso Reacción en cadena, que ya se emitía a diario en el mismo horario. Sin embargo, el 15 de junio de 2024 recuperó su horario habitual, volviendo a finalizar a las 21:00, tras problemas de producción con la emisión de los fines de semana de Reacción en cadena, aunque el concurso continuó emitiéndose de lunes a viernes.
El sábado 22 de junio de 2024, el programa introdujo cambios, modificando su línea gráfica, fichando a nuevos colaboradores, añadiendo nuevas secciones y mudándose de plató (aunque no cambiaron de estudio, se movieron al sector que ocupaba el extinto programa Cuatro al día). Cabe destacar que ese mismo fin de semana el programa sufrió un cambio de horario puntual, pasando a comenzar a las 17:00 y finalizando a las 21:00, debido a la emisión de Fórmula 1. Cabe destacar que ese verano, Frank Blanco y Verónica Dulanto sustituyeron a Emma García durante sus vacaciones.
Desde el sábado 26 de julio de 2025, coincidiendo con las vacaciones de verano de la presentadora titular, el programa pasó a estar presentado por César Muñoz, Àlex Blanquer y Terelu Campos. Esta última se encargaría de presentar una sección similar al programa "¡Qué tiempo tan feliz!", que durante varias temporadas cubrió las tardes de la cadena. Estos tres presentadores se mantendrían hasta septiembre, con el inicio de la nueva temporada del programa con Emma García al frente.

## Equipo
- Producción
  - Unicorn Content

- Dirección

| Director/a        | Información        |      |      |      |      | Programas                                |
| Director/a        | Información        | 2022 | 2023 | 2024 | 2025 | Programas                                |
| ----------------- | ------------------ | ---- | ---- | ---- | ---- | ---------------------------------------- |
| Eva Espejo        | Directora titular  |      |      |      |      | Programa 1-91; 107-206; 220-257; 261-319 |
| Saúl Ortiz        | Director sustituto |      |      |      |      | Programa 92-106                          |
| José Ángel Leiras | Director sustituto |      |      |      |      | Programa 206-219; 258-260; 320-¿?        |

### Presentadores
| Presentador/a     | Información                 |      |      |                                   |      | Programas                                |
| Presentador/a     | Información                 | 2022 | 2023 | 2024                              | 2025 | Programas                                |
| ----------------- | --------------------------- | ---- | ---- | --------------------------------- | ---- | ---------------------------------------- |
| Emma García       | Presentadora y periodista   |      |      |                                   |      | Programa 1-91; 107-206; 220-257; 261-319 |
| José Ángel Leiras | Periodista                  |      |      |                                   |      | Programa 1-206; 220-257; 261-319         |
| María Verdoy      | Presentadora y periodista   |      |      |                                   |      | Programa 92-106; 131                     |
| Frank Blanco      | Presentador y locutor       |      |      | Programa 92-106; 206-219; 258-260 |      |                                          |
| Verónica Dulanto  | Presentadora y periodista   |      |      | Programa 206-219; 258-260         |      |                                          |
| Àlex Blanquer     | Presentadora y periodista   |      |      |                                   |      | Programa 320-¿?                          |
| César Muñoz       | Presentador y periodista    |      |      |                                   |      | Programa 320-¿?                          |
| Terelu Campos     | Presentadora y colaboradora |      |      |                                   |      | Programa 320-¿?                          |

     Presentador/a titular
     Copresentador/a
     Presentador/a sustituto/a
NOTA 1: Emma García no presentó los programas 92 al 106 debido a que el programa fue sustituido por Fiesta de verano, presentado por Frank Blanco y María Verdoy.
NOTA 2: Emma García se ausentó durante parte del programa 131 para recoger el premio Antena de Oro y fue sustituida por María Verdoy.
NOTA 3: Emma García no presentó los programas 206 al 219 por sus vacaciones veraniegas y fue sustituida por Frank Blanco y Verónica Dulanto.
NOTA 4: Emma García no presentó los programas 258, 259 y 260 por sus vacaciones de Navidad y fue sustituida por Frank Blanco y Verónica Dulanto.
NOTA 5: Emma García no presentó los programas 320 al ¿? por sus vacaciones veraniegas y fue sustituida por César Muñoz, Àlex Blanquer y Terelu Campos.

### Colaboradores
| Colaborador/a               | Información                                     |      |      |      |      |
| Colaborador/a               | Información                                     | 2022 | 2023 | 2024 | 2025 |
| --------------------------- | ----------------------------------------------- | ---- | ---- | ---- | ---- |
| Alejandro Entrambasaguas    | Periodista                                      |      |      |      |      |
| Alexia Rivas                | Periodista                                      |      |      |      |      |
| Almudena del Pozo           | Periodista                                      |      |      |      |      |
| Amor Romeira                | Concursante de Gran Hermano 9                   |      |      |      |      |
| Aurelio Manzano             | Periodista                                      |      |      |      |      |
| Beatriz Jarrín              | Periodista y presentadora                       |      |      |      |      |
| Iván Reboso                 | Periodista                                      |      |      |      |      |
| Juan Luis Galiacho          | Periodista                                      |      |      |      |      |
| Kiti Gordillo               | Periodista                                      |      |      |      |      |
| Luis Rollán                 | Colaborador de televisión, presentador y actor  |      |      |      |      |
| Makoke Giaever              | Modelo y colaboradora de televisión             |      |      |      |      |
| Marisa Martín Blázquez      | Periodista                                      |      |      |      |      |
| Mónika Vergara              | Periodista                                      |      |      |      |      |
| Paloma Barrientos           | Periodista                                      |      |      |      |      |
| Saúl Ortiz                  | Periodista                                      |      |      |      |      |
| Sergio Garrido              | Paparazzi y colaborador de televisión           |      |      |      |      |
| Belén Rodríguez             | Periodista                                      |      |      |      |      |
| Concha Calleja              | Escritora y criminóloga, experta en Casa Real   |      |      |      |      |
| Kike Calleja                | Reportero y periodista                          |      |      |      |      |
| Omar Suárez                 | Reportero y periodista                          |      |      |      |      |
| Ricky García                | Especialista en televisión y director de Yotele |      |      |      |      |
| Ana Luque                   | Examiga de Olga Moreno                          |      |      |      |      |
| Carmen Alcayde              | Periodista, escritora y presentadora            |      |      |      |      |
| Karmele Izaguirre           | Periodista                                      |      |      |      |      |
| Kiko Jiménez                | Tronista de MyHyV y pareja de Sofía Suescun     |      |      |      |      |
| Miguel Ángel Ruiz de Bodión | Periodista                                      |      |      |      |      |
| Nieves Herrero              | Periodista, presentadora y escritora            |      |      |      |      |
| Pedro García Aguado         | Exwaterpolista y personalidad televisiva        |      |      |      |      |
| Vanesa Lozano               | Periodista                                      |      |      |      |      |
| Miguel Frigenti             | Periodista y colaborador de televisión          |      |      |      |      |
| Gloria Camila Ortega        | Actriz y colaboradora de televisión             |      |      |      |      |
| Diego Reinares              | Periodista                                      |      |      |      |      |
| María Eugenia Yagüe         | Periodista                                      |      |      |      |      |
| Sergio Alis                 | Periodista                                      |      |      |      |      |

#### Secciones
| Sección                       | Presentador              | Información                              |      |      |      |      |
| Sección                       | Presentador              | Información                              | 2022 | 2023 | 2024 | 2025 |
| ----------------------------- | ------------------------ | ---------------------------------------- | ---- | ---- | ---- | ---- |
| Retoques estéticos de famosos | José Manuel Gómez Villar | Médico especialista en medicina estética |      |      |      |      |
| Mado Pereta (personaje)       | Joan Carles Bestard      | Actor                                    |      |      |      |      |
| El tasador                    | Iñaki Torres             | Tasador                                  |      |      |      |      |
| Fisioterapia                  | Ismael Carrillo          | Fisioterapeuta y osteópata               |      |      |      |      |
| Gastronomía                   | Chef Andrés              | Cocinero                                 |      |      |      |      |
| Humor                         | Chema Trueba             | Comediante                               |      |      |      |      |
| La mesa de la salud           | Cristian Toro            | Exdeportista                             |      |      |      |      |
| La mesa real                  | Alejandro Entrambasaguas | Periodista                               |      |      |      |      |
| La mesa real                  | Concha Calleja           | Escritora                                |      |      |      |      |
| La mesa real                  | Juan Luis Galiacho       | Periodista                               |      |      |      |      |
| La mesa real                  | Nieves Herrero           | Periodista y escritora                   |      |      |      |      |
| Psicología                    | Rafael Santandreu        | Psicólogo                                |      |      |      |      |
| Sexología                     | Ana Sierra               | Psicóloga                                |      |      |      |      |

#### Anteriores
| Colaborador/a        | Información                                        |      |      |      |      |
| Colaborador/a        | Información                                        | 2022 | 2023 | 2024 | 2025 |
| -------------------- | -------------------------------------------------- | ---- | ---- | ---- | ---- |
| Ana María Aldón      | Diseñadora de moda, exmujer de José Ortega Cano    |      |      |      |      |
| Alejandra Rubio      | Hija de Terelu Campos, colaboradora de televisión  |      |      |      |      |
| Anitta Ruiz          | Estilista y periodista especializada en moda       |      |      |      |      |
| Carmen Balfagón      | Criminóloga y abogada                              |      |      |      |      |
| Alexandra Hernando   | Periodista                                         |      |      |      |      |
| Beatriz Cortázar     | Periodista                                         |      |      |      |      |
| Gema Fernández       | Periodista                                         |      |      |      |      |
| Iván González        | Tronista de MyHyV y concursante de realities       |      |      |      |      |
| José Manuel Parada   | Presentador de televisión                          |      |      |      |      |
| María Verdoy         | Periodista y presentadora de televisión            |      |      |      |      |
| Marta López          | Concursante de Gran Hermano 2                      |      |      |      |      |
| Alba Carrillo        | Presentadora y modelo                              |      |      |      |      |
| Antonio Rossi        | Periodista y colaborador de televisión             |      |      |      |      |
| Carmen Lomana        | Empresaria y socialité                             |      |      |      |      |
| Jorge Pérez          | Exguardia civil y colaborador de televisión        |      |      |      |      |
| Lorena Vázquez       | Periodista                                         |      |      |      |      |
| Miguel Ángel Nicolás | Periodista                                         |      |      |      |      |
| Sandra Aladro        | Periodista                                         |      |      |      |      |
| Lara Ferreiro        | Psicóloga y sexóloga                               |      |      |      |      |
| Pipi Estrada         | Periodista deportivo y colaborador de televisión   |      |      |      |      |
| Sergio Pérez         | Periodista y reportero                             |      |      |      |      |
| Enrique del Pozo     | Cantante, artista y colaborador de televisión      |      |      |      |      |
| Antonio Hidalgo      | Presentador de televisión                          |      |      |      |      |
| Leticia Requejo      | Periodista especializada en crónica social         |      |      |      |      |
| Paloma García-Pelayo | Periodista y escritora                             |      |      |      |      |
| Raquel Bollo         | Exmujer de Chiquetete y colaboradora de televisión |      |      |      |      |
| Miriam Saavedra      | Actriz y modelo, expareja de Carlos Lozano         |      |      |      |      |
| María Jesús Ruiz     | Modelo, Miss España 2004                           |      |      |      |      |
| Silvia Taulés        | Periodista y escritora                             |      |      |      |      |
| Alejandro Albalá     | Exmarido de Isa Pantoja y exnovio de Sofía Suescun |      |      |      |      |
| Beatriz Trapote      | Periodista y mujer de Víctor Janeiro               |      |      |      |      |
| Cristina Cifuentes   | Política y abogada                                 |      |      |      |      |
| Cristina Tárrega     | Periodista                                         |      |      |      |      |
| Gustavo Guillermo    | Chófer de María Teresa Campos                      |      |      |      |      |
| Irene Rosales        | Modelo y mujer de Kiko Rivera                      |      |      |      |      |
| Tom Brusse           | Participante de LIDLT 2                            |      |      |      |      |
| Yulen Pereira        | Esgrimista                                         |      |      |      |      |
| Marieta Sola         | Concursante de realities                           |      |      |      |      |
| Olga Moreno          | Exmujer de Antonio David Flores                    |      |      |      |      |

### Reporteros
| Reporteros           |      |      |      |      |
| Reporteros           | 2022 | 2023 | 2024 | 2025 |
| -------------------- | ---- | ---- | ---- | ---- |
| Arabella Otero       |      |      |      |      |
| Cecilia Hernández    |      |      |      |      |
| Gonzalo Sardinero    |      |      |      |      |
| Jaime Rodríguez      |      |      |      |      |
| Jorge Moreno         |      |      |      |      |
| José Manuel Ávila    |      |      |      |      |
| Kiti Gordillo        |      |      |      |      |
| Miriam Muñoz         |      |      |      |      |
| Paula González       |      |      |      |      |
| Silvia Álamo         |      |      |      |      |
| Marta Riesco         |      |      |      |      |
| Óscar Beunza         |      |      |      |      |
| Paula Pérez          |      |      |      |      |
| Alejandro Vigara     |      |      |      |      |
| Fernando Cárdenas    |      |      |      |      |
| Pedro Jota Fernández |      |      |      |      |
| Alejandra Requena    |      |      |      |      |
| Elisa Hernández      |      |      |      |      |
| Sonia Fernández      |      |      |      |      |
| Pepón Sáez           |      |      |      |      |
| Richard Pena         |      |      |      |      |

## Espacios derivados

### Fiesta de verano (2023)
Durante los meses de verano, de 2023, Fiesta fue sustituido por Fiesta de verano. Este programa se emite los sábados y domingos de 16:00 a 21:00 horas.
Durante la temporada estival del programa se estrenaron colaboradores y nuevas secciones.

#### Presentadores
| Presentador/a | Información               |      | Programas       |
| Presentador/a | Información               | 2023 | Programas       |
| ------------- | ------------------------- | ---- | --------------- |
| Frank Blanco  | Presentador y locutor     |      | Programa 92-106 |
| María Verdoy  | Presentadora y periodista |      | Programa 92-106 |

     Presentadores titulares

#### Colaboradores
| Colaborador/a            | Información                                                          |      |
| Colaborador/a            | Información                                                          | 2023 |
| ------------------------ | -------------------------------------------------------------------- | ---- |
| Alejandra Castelló       | Colaboradora de televisión                                           |      |
| Alejandra Rubio          | Hija de Terelu Campos y colaboradora de televisión                   |      |
| Alejandro Entrambasaguas | Periodista                                                           |      |
| Amor Romeira             | Artista y colaboradora de televisión, concursante de Gran Hermano 9  |      |
| Ana María Aldón          | Diseñadora, colaboradora de televisión y exmujer de José Ortega Cano |      |
| Aurelio Manzano          | Periodista                                                           |      |
| Bea Jarrín               | Periodista                                                           |      |
| Belén Rodríguez          | Periodista                                                           |      |
| Fernando Sacristán       | Paparazzi                                                            |      |
| Iván González            | Tronista de MyHyV                                                    |      |
| Iván Reboso              | Periodista                                                           |      |
| José Manuel Gómez Villar | Especialista en medicina estética                                    |      |
| José Manuel Parada       | Presentador de televisión                                            |      |
| Jorge Borrajo            | Periodista y director de Semana                                      |      |
| Juan Luis Galiacho       | Periodista                                                           |      |
| Kiti Gordillo            | Periodista                                                           |      |
| Luis Rollán              | Colaborador de televisión                                            |      |
| Makoke Giaever           | Colaboradora de televisión                                           |      |
| Mar Montoro              | Actriz y presentadora                                                |      |
| Marisa Martín Blázquez   | Periodista                                                           |      |
| Mónika Vergara           | Periodista                                                           |      |
| Paloma Barrientos        | Periodista                                                           |      |
| Pipi Estrada             | Periodista                                                           |      |
| Ricky García             | Periodista y director de Yotele                                      |      |
| Rocío Martín             | Exmodelo                                                             |      |
| Silvia Taulés            | Periodista y escritora                                               |      |

### Fiestavisión (2023-2025)
Durante los programas navideños de finales del año 2023 y principios del 2024, los colaboradores del programa compitieron en un concurso de canto denominado Fiestavisión.

#### Presentadora
| Presentadora     | Información               | Temporadas | Temporadas |
| Presentadora     | Información               | 1          | 2          |
| ---------------- | ------------------------- | ---------- | ---------- |
| Emma García      | Periodista y presentadora |            |            |
| Frank Blanco     | Presentador y locutor     |            |            |
| Verónica Dulanto | Periodista y presentadora |            |            |

#### Jurado
| Jurado           | Conocido/a por ser…                  | Temporadas | Temporadas |
| Jurado           | Conocido/a por ser…                  | 1          | 2          |
| ---------------- | ------------------------------------ | ---------- | ---------- |
| Charo Reina      | Cantante                             |            |            |
| Enrique del Pozo | Cantante, actor y presentador        |            |            |
| Francisco        | Cantante                             |            |            |
| Jorge González   | Cantante                             |            |            |
| Natalia          | Cantante, compositora y presentadora |            |            |
| Sylvia Pantoja   | Cantante                             |            |            |
| Manu Tenorio     | Cantante, compositor y músico        |            |            |
| Lorena Gómez     | Cantante y actriz                    |            |            |
| Coyote Dax       | Cantante                             |            |            |
| Verónica Romero  | Cantante, compositora y actriz       |            |            |

### Temporada 1 (2023-2024)

#### Participantes
| Participante           | Resultado      |
| ---------------------- | -------------- |
| Alejandra Rubio        | Ganadora       |
| Amor Romeira           | 2.ª finalista  |
| Omar Suárez            | 3.er finalista |
| Iván Reboso            | 4.º finalista  |
| Aurelio Manzano        | Eliminado      |
| Kiti Gordillo          | Eliminada      |
| Marisa Martín Blázquez | Eliminada      |
| Jorge Moreno           | Eliminado      |
| Alexia Rivas           | Eliminada      |
| Luis Rollán            | Eliminado      |
| Makoke Giaever         | Eliminada      |
| Pipi Estrada           | Eliminados     |
| Sergio Pérez           | Eliminados     |
| Bea Jarrín             | Eliminada      |
| Saúl Ortiz             | Eliminado      |
| Kike Calleja           | Eliminado      |
| José Ángel Leiras      | Eliminado      |
| Ana María Aldón        | Eliminada      |

#### Invitados
| Invitado         | Actuación   |
| ---------------- | ----------- |
| Enrique del Pozo | «Embrujada» |

### Temporada 2 (2024-2025)

#### Participantes
| Participante                | Resultado      |
| --------------------------- | -------------- |
| Omar Suárez                 | Ganador        |
| Miguel Ángel Ruiz de Bodión | 2.º finalista  |
| Ricky García                | 3.er finalista |
| Bea Jarrín                  | 4.ª finalista  |
| Carmen Alcayde              | Eliminada      |
| Nieves Herrero              | Eliminadas     |
| Concha Calleja              | Eliminadas     |
| Jorge Moreno                | Eliminado      |
| Pedro García Aguado         | Eliminado      |
| Marisa Martín Blázquez      | Eliminada      |
| Kike Calleja                | Eliminado      |
| Ana Luque                   | Eliminada      |
| Almudena del Pozo           | Eliminada      |
| Cristian Toro               | Eliminado      |
| Chema Trueba                | Eliminado      |
| Mónika Vergara              | Eliminada      |
| Kiko Jiménez                | Eliminado      |
| Kiti Gordillo               | Eliminada      |
| Luis Rollán                 | Eliminado      |
| Alexia Rivas                | Eliminada      |

## Imagen del programa

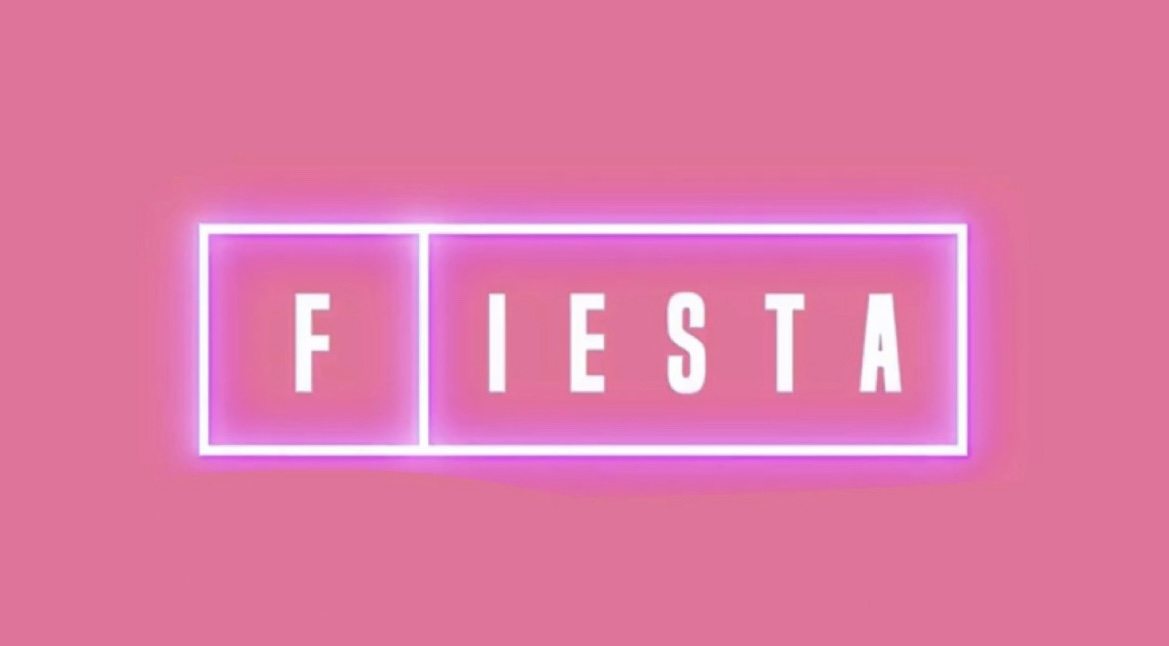
22/06/2024-presente

## Audiencias
| Temporada        | Programas | Estreno                  | Final                   | Audiencia media | Audiencia media |
| Temporada        | Programas | Estreno                  | Final                   | Espectadores    | Cuota           |
| ---------------- | --------- | ------------------------ | ----------------------- | --------------- | --------------- |
| 1                | 91        | 1 de octubre de 2022     | 16 de julio de 2023     | 1 102 000       | 10,9%           |
| Fiesta de verano | 15        | 22 de julio de 2023      | 3 de septiembre de 2023 | 905 000         | 10,6%           |
| 2                | 98        | 9 de septiembre de 2023  | 14 de julio de 2024     | 949 000         | 9,9%            |
| Fiesta de verano | 15        | 20 de julio de 2024      | 1 de septiembre de 2024 | 741 000         | 9,3%            |
| 3                | 100       | 7 de septiembre de 2024  | 20 de julio de 2025     | 814 000         | 9,1%            |
| Fiesta de verano | 15        | 26 de julio de 2025      | 7 de septiembre de 2025 | 636 000*        | 8,4%*           |
| 4                | 98        | 13 de septiembre de 2025 | 19 de julio de 2026     |                 |                 |
| Media            | TBD       | 1 de octubre de 2022     | TBA                     | TBA             | TBA             |

### Temporada 1 (2022-2023)
| Programas emitidos | Programas emitidos | Programas emitidos      | Programas emitidos | Programas emitidos |
| N.º total          | N.º temp.          | Fecha de emisión        | Espectadores       | Cuota de pantalla  |
| ------------------ | ------------------ | ----------------------- | ------------------ | ------------------ |
| 1                  | 1                  | 1 de octubre de 2022    | 990 000            | 11,5%              |
| 2                  | 2                  | 2 de octubre de 2022    | 1 078 000          | 11,3%              |
| 3                  | 3                  | 8 de octubre de 2022    | 1 028 000          | 11,6%              |
| 4                  | 4                  | 9 de octubre de 2022    | 1 081 000          | 10,8%              |
| 5                  | 5                  | 12 de octubre de 2022   | 1 258 000          | 12,9%              |
| 6                  | 6                  | 15 de octubre de 2022   | 1 096 000          | 12,4%              |
| 7                  | 7                  | 16 de octubre de 2022   | 1 183 000          | 11,1%              |
| 8                  | 8                  | 22 de octubre de 2022   | 1 190 000          | 12,8%              |
| 9                  | 9                  | 23 de octubre de 2022   | 1 236 000          | 11,5%              |
| 10                 | 10                 | 29 de octubre de 2022   | 1 001 000          | 11,3%              |
| 11                 | 11                 | 30 de octubre de 2022   | 1 116 000          | 11,0%              |
| 12                 | 12                 | 1 de noviembre de 2022  | 1 224 000          | 11,5%              |
| 13                 | 13                 | 5 de noviembre de 2022  | 1 110 000          | 11,6%              |
| 14                 | 14                 | 6 de noviembre de 2022  | 1 315 000          | 11,7%              |
| 15                 | 15                 | 12 de noviembre de 2022 | 1 189 000          | 12,3%              |
| 16                 | 16                 | 13 de noviembre de 2022 | 1 309 000          | 11,6%              |
| 17                 | 17                 | 19 de noviembre de 2022 | 1 214 000          | 11,7%              |
| 18                 | 18                 | 20 de noviembre de 2022 | 1 339 000          | 10,8%              |
| 19                 | 19                 | 26 de noviembre de 2022 | 1 343 000          | 12,9%              |
| 20                 | 20                 | 27 de noviembre de 2022 | 1 321 000          | 10,5%              |
| 21                 | 21                 | 3 de diciembre de 2022  | 1 384 000          | 12,7%              |
| 22                 | 22                 | 4 de diciembre de 2022  | 1 286 000          | 10,7%              |
| 23                 | 23                 | 6 de diciembre de 2022  | 1 076 000          | 6,9%               |
| 24                 | 24                 | 8 de diciembre de 2022  | 1 252 000          | 10,8%              |
| 25                 | 25                 | 10 de diciembre de 2022 | 1 142 000          | 10,4%              |
| 26                 | 26                 | 11 de diciembre de 2022 | 1 317 000          | 10,9%              |
| 27                 | 27                 | 17 de diciembre de 2022 | 1 053 000          | 10,8%              |
| 28                 | 28                 | 18 de diciembre de 2022 | 1 007 000          | 6,5%               |
| 29                 | 29                 | 24 de diciembre de 2022 | 1 062 000          | 10,8%              |
| 30                 | 30                 | 25 de diciembre de 2022 | 1 097 000          | 11,6%              |
| 31                 | 31                 | 31 de diciembre de 2022 | 1 186 000          | 11,4%              |
| 32                 | 32                 | 1 de enero de 2023      | 1 124 000          | 10,1%              |
| 33                 | 33                 | 6 de enero de 2023      | 1 141 000          | 11,1%              |
| 34                 | 34                 | 7 de enero de 2023      | 1 179 000          | 10,9%              |
| 35                 | 35                 | 8 de enero de 2023      | 1 381 000          | 11,1%              |
| 36                 | 36                 | 14 de enero de 2023     | 1 129 000          | 10,7%              |
| 37                 | 37                 | 15 de enero de 2023     | 1 256 000          | 10,6%              |
| 38                 | 38                 | 21 de enero de 2023     | 1 240 000          | 11,6%              |
| 39                 | 39                 | 22 de enero de 2023     | 1 207 000          | 10,2%              |
| 40                 | 40                 | 28 de enero de 2023     | 1 183 000          | 10,9%              |
| 41                 | 41                 | 29 de enero de 2023     | 1 211 000          | 10,0%              |
| 42                 | 42                 | 4 de febrero de 2023    | 1 086 000          | 10,8%              |
| 43                 | 43                 | 5 de febrero de 2023    | 1 147 000          | 10,3%              |
| 44                 | 44                 | 11 de febrero de 2023   | 1 143 000          | 10,9%              |
| 45                 | 45                 | 12 de febrero de 2023   | 1 268 000          | 11,0%              |
| 46                 | 46                 | 18 de febrero de 2023   | 1 032 000          | 10,7%              |
| 47                 | 47                 | 19 de febrero de 2023   | 1 160 000          | 10,5%              |
| 48                 | 48                 | 25 de febrero de 2023   | 1 112 000          | 10,4%              |
| 49                 | 49                 | 26 de febrero de 2023   | 1 146 000          | 10,0%              |
| 50                 | 50                 | 4 de marzo de 2023      | 1 022 000          | 10,3%              |
| 51                 | 51                 | 5 de marzo de 2023      | 1 195 000          | 10,1%              |
| 52                 | 52                 | 11 de marzo de 2023     | 1 036 000          | 10,9%              |
| 53                 | 53                 | 12 de marzo de 2023     | 979 000            | 9,5%               |
| 54                 | 54                 | 18 de marzo de 2023     | 1 005 000          | 10,6%              |
| 55                 | 55                 | 19 de marzo de 2023     | 986 000            | 9,8%               |
| 56                 | 56                 | 25 de marzo de 2023     | 965 000            | 10,3%              |
| 57                 | 57                 | 26 de marzo de 2023     | 947 000            | 9,6%               |
| 58                 | 58                 | 1 de abril de 2023      | 1 009 000          | 11,0%              |
| 59                 | 59                 | 2 de abril de 2023      | 969 000            | 10,0%              |
| 60                 | 60                 | 7 de abril de 2023      | 819 000            | 10,1%              |
| 61                 | 61                 | 8 de abril de 2023      | 945 000            | 11,5%              |
| 62                 | 62                 | 9 de abril de 2023      | 1 037 000          | 11,1%              |
| 63                 | 63                 | 15 de abril de 2023     | 1 043 000          | 11,4%              |
| 64                 | 64                 | 16 de abril de 2023     | 1 001 000          | 10,1%              |
| 65                 | 65                 | 22 de abril de 2023     | 1 080 000          | 12,3%              |
| 66                 | 66                 | 23 de abril de 2023     | 1 042 000          | 10,2%              |
| 67                 | 67                 | 29 de abril de 2023     | 916 000            | 10,9%              |
| 68                 | 68                 | 30 de abril de 2023     | 863 000            | 9,9%               |
| 69                 | 69                 | 1 de mayo de 2023       | 1 120 000          | 11,8%              |
| 70                 | 70                 | 6 de mayo de 2023       | 1 073 000          | 12,0%              |
| 71                 | 71                 | 7 de mayo de 2023       | 1 035 000          | 10,7%              |
| 72                 | 72                 | 13 de mayo de 2023      | 967 000            | 10,6%              |
| 73                 | 73                 | 14 de mayo de 2023      | 993 000            | 9,8%               |
| 74                 | 74                 | 20 de mayo de 2023      | 1 033 000          | 11,1%              |
| 75                 | 75                 | 21 de mayo de 2023      | 996 000            | 9,5%               |
| 76                 | 76                 | 27 de mayo de 2023      | 1 108 000          | 11,5%              |
| 77                 | 77                 | 28 de mayo de 2023      | 984 000            | 9,1%               |
| 78                 | 78                 | 3 de junio de 2023      | 974 000            | 11,2%              |
| 79                 | 79                 | 4 de junio de 2023      | 1 046 000          | 10,7%              |
| 80                 | 80                 | 10 de junio de 2023     | 1 057 000          | 12,1%              |
| 81                 | 81                 | 11 de junio de 2023     | 1 054 000          | 10,8%              |
| 82                 | 82                 | 17 de junio de 2023     | 1 153 000          | 13,4%              |
| 83                 | 83                 | 18 de junio de 2023     | 1 090 000          | 11,0%              |
| 84                 | 84                 | 24 de junio de 2023     | 932 000            | 10,8%              |
| 85                 | 85                 | 25 de junio de 2023     | 956 000            | 10,4%              |
| 86                 | 86                 | 1 de julio de 2023      | 965 000            | 11,7%              |
| 87                 | 87                 | 2 de julio de 2023      | 1 049 000          | 11,3%              |
| 88                 | 88                 | 8 de julio de 2023      | 1 128 000          | 12,9%              |
| 89                 | 89                 | 9 de julio de 2023      | 1 229 000          | 13,1%              |
| 90                 | 90                 | 15 de julio de 2023     | 939 000            | 11,1%              |
| 91                 | 91                 | 16 de julio de 2023     | 933 000            | 10,1%              |

### Fiesta de verano (2023)
| Programas emitidos | Programas emitidos | Programas emitidos      | Programas emitidos | Programas emitidos |
| N.º total          | N.º temp.          | Fecha de emisión        | Espectadores       | Cuota de pantalla  |
| ------------------ | ------------------ | ----------------------- | ------------------ | ------------------ |
| 92                 | 1                  | 22 de julio de 2023     | 964 000            | 11,4%              |
| 93                 | 2                  | 23 de julio de 2023     | 970 000            | 10,0%              |
| 94                 | 3                  | 29 de julio de 2023     | 923 000            | 11,2%              |
| 95                 | 4                  | 30 de julio de 2023     | 927 000            | 10,6%              |
| 96                 | 5                  | 5 de agosto de 2023     | 818 000            | 11,2%              |
| 97                 | 6                  | 6 de agosto de 2023     | 951 000            | 11,6%              |
| 98                 | 7                  | 12 de agosto de 2023    | 835 000            | 10,4%              |
| 99                 | 8                  | 13 de agosto de 2023    | 849 000            | 10,7%              |
| 100                | 9                  | 15 de agosto de 2023    | 900 000            | 11,3%              |
| 101                | 10                 | 19 de agosto de 2023    | 862 000            | 10,8%              |
| 102                | 11                 | 20 de agosto de 2023    | 897 000            | 10,6%              |
| 103                | 12                 | 26 de agosto de 2023    | 840 000            | 9,8%               |
| 104                | 13                 | 27 de agosto de 2023    | 851 000            | 9,2%               |
| 105                | 14                 | 2 de septiembre de 2023 | 850 000            | 9,4%               |
| 106                | 15                 | 3 de septiembre de 2023 | 1 132 000          | 10,9%              |

### Temporada 2 (2023-2024)
| Programas emitidos | Programas emitidos | Programas emitidos       | Programas emitidos | Programas emitidos |
| N.º total          | N.º temp.          | Fecha de emisión         | Espectadores       | Cuota de pantalla  |
| ------------------ | ------------------ | ------------------------ | ------------------ | ------------------ |
| 107                | 1                  | 9 de septiembre de 2023  | 823 000            | 9,5%               |
| 108                | 2                  | 10 de septiembre de 2023 | 927 000            | 9,9%               |
| 109                | 3                  | 16 de septiembre de 2023 | 933 000            | 10,7%              |
| 110                | 4                  | 17 de septiembre de 2023 | 976 000            | 10,1%              |
| 111                | 5                  | 23 de septiembre de 2023 | 917 000            | 11,2%              |
| 112                | 6                  | 24 de septiembre de 2023 | 892 000            | 9,7%               |
| 113                | 7                  | 30 de septiembre de 2023 | 807 000            | 10,0%              |
| 114                | 8                  | 1 de octubre de 2023     | 817 000            | 9,3%               |
| 115                | 9                  | 7 de octubre de 2023     | 853 000            | 10,6%              |
| 116                | 10                 | 8 de octubre de 2023     | 876 000            | 9,7%               |
| 117                | 11                 | 12 de octubre de 2023    | 933 000            | 10,8%              |
| 118                | 12                 | 14 de octubre de 2022    | 923 000            | 10,9%              |
| 119                | 13                 | 15 de octubre de 2023    | 1 025 000          | 10,0%              |
| 120                | 14                 | 21 de octubre de 2023    | 837 000            | 9,4%               |
| 121                | 15                 | 22 de octubre de 2023    | 990 000            | 9,2%               |
| 122                | 16                 | 28 de octubre de 2023    | 811 000            | 8,8%               |
| 123                | 17                 | 29 de octubre de 2023    | 1 009 000          | 9,2%               |
| 124                | 18                 | 1 de noviembre de 2023   | 1 143 000          | 10,7%              |
| 125                | 19                 | 4 de noviembre de 2023   | 950 000            | 9,5%               |
| 126                | 20                 | 5 de noviembre de 2023   | 1 034 000          | 9,6%               |
| 127                | 21                 | 11 de noviembre de 2023  | 1 016 000          | 10,7%              |
| 128                | 22                 | 12 de noviembre de 2023  | 1 046 000          | 9,7%               |
| 129                | 23                 | 18 de noviembre de 2023  | 832 000            | 9,0%               |
| 130                | 24                 | 19 de noviembre de 2023  | 967 000            | 8,9%               |
| 131                | 25                 | 25 de noviembre de 2023  | 1 000 000          | 10,6%              |
| 132                | 26                 | 26 de noviembre de 2023  | 1 024 000          | 9,5%               |
| 133                | 27                 | 2 de diciembre de 2023   | 1 083 000          | 11,1%              |
| 134                | 28                 | 3 de diciembre de 2023   | 1 244 000          | 11,3%              |
| 135                | 29                 | 6 de diciembre de 2023   | 1 105 000          | 10,7%              |
| 136                | 30                 | 8 de diciembre de 2023   | 1 136 000          | 11,8%              |
| 137                | 31                 | 9 de diciembre de 2023   | 1 041 000          | 10,9%              |
| 138                | 32                 | 10 de diciembre de 2023  | 1 103 000          | 10,1%              |
| 139                | 33                 | 16 de diciembre de 2023  | 990 000            | 10,7%              |
| 140                | 34                 | 17 de diciembre de 2023  | 1 135 000          | 10,7%              |
| 141                | 35                 | 23 de diciembre de 2023  | 1 023 000          | 11,1%              |
| 142                | 36                 | 24 de diciembre de 2023  | 1 012 000          | 10,6%              |
| 143                | 37                 | 25 de diciembre de 2023  | 796 000            | 8,9%               |
| 144                | 38                 | 30 de diciembre de 2023  | 1 045 000          | 11,0%              |
| 145                | 39                 | 31 de diciembre de 2023  | 1 109 000          | 11,0%              |
| 146                | 40                 | 1 de enero de 2024       | 894 000            | 8,5%               |
| 147                | 41                 | 6 de enero de 2024       | 976 000            | 9,8%               |
| 148                | 42                 | 7 de enero de 2024       | 1 095 000          | 9,7%               |
| 149                | 43                 | 13 de enero de 2024      | 1 047 000          | 10,4%              |
| 150                | 44                 | 14 de enero de 2024      | 1 061 000          | 9,4%               |
| 151                | 45                 | 20 de enero de 2024      | 1 041 000          | 10,6%              |
| 152                | 46                 | 21 de enero de 2024      | 1 130 000          | 10,0%              |
| 153                | 47                 | 27 de enero de 2024      | 885 000            | 9,4%               |
| 154                | 48                 | 28 de enero de 2024      | 1 079 000          | 10,3%              |
| 155                | 49                 | 3 de febrero de 2024     | 1 006 000          | 10,5%              |
| 156                | 50                 | 4 de febrero de 2024     | 1 025 000          | 10,2%              |
| 157                | 51                 | 10 de febrero de 2024    | 1 009 000          | 10,0%              |
| 158                | 52                 | 11 de febrero de 2024    | 1 056 000          | 9,6%               |
| 159                | 53                 | 17 de febrero de 2024    | 987 000            | 10,6%              |
| 160                | 54                 | 18 de febrero de 2024    | 973 000            | 9,3%               |
| 161                | 55                 | 24 de febrero de 2024    | 965 000            | 9,7%               |
| 162                | 56                 | 25 de febrero de 2024    | 1 098 000          | 9,8%               |
| 163                | 57                 | 2 de marzo de 2024       | 1 116 000          | 10,9%              |
| 164                | 58                 | 3 de marzo de 2024       | 1 079 000          | 10,0%              |
| 165                | 59                 | 9 de marzo de 2024       | 1 019 000          | 10,1%              |
| 166                | 60                 | 10 de marzo de 2024      | 1 070 000          | 9,7%               |
| 167                | 61                 | 16 de marzo de 2024      | 886 000            | 10,0%              |
| 168                | 62                 | 17 de marzo de 2024      | 840 000            | 8,5%               |
| 169                | 63                 | 23 de marzo de 2024      | 897 000            | 10,2%              |
| 170                | 64                 | 24 de marzo de 2024      | 899 000            | 9,6%               |
| 171                | 65                 | 29 de marzo de 2024      | 1 033 000          | 11,1%              |
| 172                | 66                 | 30 de marzo de 2024      | 953 000            | 10,1%              |
| 173                | 67                 | 31 de marzo de 2024      | 1 043 000          | 10,0%              |
| 174                | 68                 | 6 de abril de 2024       | 1 027 000          | 11,9%              |
| 175                | 69                 | 7 de abril de 2024       | 974 000            | 10,4%              |
| 176                | 70                 | 13 de abril de 2024      | 861 000            | 10,6%              |
| 177                | 71                 | 14 de abril de 2024      | 935 000            | 10,8%              |
| 178                | 72                 | 20 de abril de 2024      | 911 000            | 10,9%              |
| 179                | 73                 | 21 de abril de 2024      | 885 000            | 9,6%               |
| 180                | 74                 | 27 de abril de 2024      | 990 000            | 10,6%              |
| 181                | 75                 | 28 de abril de 2024      | 889 000            | 8,9%               |
| 182                | 76                 | 1 de mayo de 2024        | 1 083 000          | 10,7%              |
| 183                | 77                 | 4 de mayo de 2024        | 827 000            | 9,8%               |
| 184                | 78                 | 5 de mayo de 2024        | 846 000            | 9,3%               |
| 185                | 79                 | 11 de mayo de 2024       | 842 000            | 10,1%              |
| 186                | 80                 | 12 de mayo de 2024       | 836 000            | 9,2%               |
| 187                | 81                 | 18 de mayo de 2024       | 794 000            | 9,4%               |
| 188                | 82                 | 19 de mayo de 2024       | 809 000            | 8,3%               |
| 189                | 83                 | 25 de mayo de 2024       | 888 000            | 10,5%              |
| 190                | 84                 | 26 de mayo de 2024       | 871 000            | 9,5%               |
| 191                | 85                 | 1 de junio de 2024       | 781 000            | 9,5%               |
| 192                | 86                 | 2 de junio de 2024       | 789 000            | 8,8%               |
| 193                | 87                 | 8 de junio de 2024       | 921 000            | 10,6%              |
| 194                | 88                 | 9 de junio de 2024       | 771 000            | 7,6%               |
| 195                | 89                 | 15 de junio de 2024      | 807 000            | 8,5%               |
| 196                | 90                 | 16 de junio de 2024      | 865 000            | 9,3%               |
| 197                | 91                 | 22 de junio de 2024      | 791 000            | 9,6%               |
| 198                | 92                 | 23 de junio de 2024      | 790 000            | 9,0%               |
| 199                | 93                 | 29 de junio de 2024      | 843 000            | 9,6%               |
| 200                | 94                 | 30 de junio de 2024      | 755 000            | 7,8%               |
| 201                | 95                 | 6 de julio de 2024       | 760 000            | 8,6%               |
| 202                | 96                 | 7 de julio de 2024       | 918 000            | 10,8%              |
| 203                | 97                 | 13 de julio de 2024      | 780 000            | 9,7%               |
| 204                | 98                 | 14 de julio de 2024      | 838 000            | 9,0%               |

### Fiesta de verano (2024)
| Programas emitidos | Programas emitidos | Programas emitidos      | Programas emitidos | Programas emitidos |
| N.º total          | N.º temp.          | Fecha de emisión        | Espectadores       | Cuota de pantalla  |
| ------------------ | ------------------ | ----------------------- | ------------------ | ------------------ |
| 205                | 1                  | 20 de julio de 2024     | 773 000            | 9,9%               |
| 206                | 2                  | 21 de julio de 2024     | 814 000            | 9,8%               |
| 207                | 3                  | 27 de julio de 2024     | 736 000            | 8,8%               |
| 208                | 4                  | 28 de julio de 2024     | 760 000            | 8,5%               |
| 209                | 5                  | 3 de agosto de 2024     | 693 000            | 8,2%               |
| 210                | 6                  | 4 de agosto de 2024     | 652 000            | 7,4%               |
| 211                | 7                  | 10 de agosto de 2024    | 575 000            | 7,8%               |
| 212                | 8                  | 11 de agosto de 2024    | 645 000            | 8,4%               |
| 213                | 9                  | 15 de agosto de 2024    | 780 000            | 10,7%              |
| 214                | 10                 | 17 de agosto de 2024    | 696 000            | 9,8%               |
| 215                | 11                 | 18 de agosto de 2024    | 761 000            | 9,7%               |
| 216                | 12                 | 24 de agosto de 2024    | 841 000            | 11,3%              |
| 217                | 13                 | 25 de agosto de 2024    | 735 000            | 9,1%               |
| 218                | 14                 | 31 de agosto de 2024    | 887 000            | 11,4%              |
| 219                | 15                 | 1 de septiembre de 2024 | 766 000            | 8,9%               |

### Temporada 3 (2024-2025)
| Programas emitidos | Programas emitidos | Programas emitidos       | Programas emitidos | Programas emitidos |
| N.º total          | N.º temp.          | Fecha de emisión         | Espectadores       | Cuota de pantalla  |
| ------------------ | ------------------ | ------------------------ | ------------------ | ------------------ |
| 220                | 1                  | 7 de septiembre de 2024  | 896 000            | 11,9%              |
| 221                | 2                  | 8 de septiembre de 2024  | 910 000            | 10,6%              |
| 222                | 3                  | 14 de septiembre de 2024 | 805 000            | 10,5%              |
| 223                | 4                  | 15 de septiembre de 2024 | 816 000            | 9,7%               |
| 224                | 5                  | 21 de septiembre de 2024 | 807 000            | 9,9%               |
| 225                | 6                  | 22 de septiembre de 2024 | 844 000            | 9,4%               |
| 226                | 7                  | 28 de septiembre de 2024 | 895 000            | 11,8%              |
| 227                | 8                  | 29 de septiembre de 2024 | 769 000            | 8,9%               |
| 228                | 9                  | 5 de octubre de 2024     | 773 000            | 9,8%               |
| 229                | 10                 | 6 de octubre de 2024     | 852 000            | 9,1%               |
| 230                | 11                 | 12 de octubre de 2024    | 815 000            | 9,5%               |
| 231                | 12                 | 13 de octubre de 2024    | 897 000            | 9,7%               |
| 232                | 13                 | 19 de octubre de 2024    | 936 000            | 11,5%              |
| 233                | 14                 | 20 de octubre de 2024    | 835 000            | 8,9%               |
| 234                | 15                 | 27 de octubre de 2024    | 871 000            | 9,8%               |
| 235                | 16                 | 28 de octubre de 2024    | 1 004 000          | 9,7%               |
| 236                | 17                 | 1 de noviembre de 2024   | 901 000            | 9,8%               |
| 237                | 18                 | 2 de noviembre de 2024   | 1 007 000          | 11,1%              |
| 238                | 19                 | 3 de noviembre de 2024   | 1 144 000          | 10,3%              |
| 239                | 20                 | 9 de noviembre de 2024   | 792 000            | 9,0%               |
| 240                | 21                 | 10 de noviembre de 2024  | 940 000            | 9,4%               |
| 241                | 22                 | 16 de noviembre de 2024  | 792 000            | 8,9%               |
| 242                | 23                 | 17 de noviembre de 2024  | 922 000            | 9,2%               |
| 243                | 24                 | 23 de noviembre de 2024  | 841 000            | 9,5%               |
| 244                | 25                 | 24 de noviembre de 2024  | 786 000            | 7,6%               |
| 245                | 26                 | 30 de noviembre de 2024  | 788 000            | 9,2%               |
| 246                | 27                 | 1 de diciembre de 2024   | 864 000            | 8,5%               |
| 247                | 28                 | 6 de diciembre de 2024   | 873 000            | 9,6%               |
| 248                | 29                 | 7 de diciembre de 2024   | 847 000            | 9,4%               |
| 249                | 30                 | 8 de diciembre de 2024   | 885 000            | 8,5%               |
| 250                | 31                 | 14 de diciembre de 2024  | 892 000            | 10,0%              |
| 251                | 32                 | 15 de diciembre de 2024  | 939 000            | 9,1%               |
| 252                | 33                 | 21 de diciembre de 2024  | 868 000            | 9,8%               |
| 253                | 34                 | 22 de diciembre de 2024  | 834 000            | 8,4%               |
| 254                | 35                 | 25 de diciembre de 2024  | 718 000            | 8,4%               |
| 255                | 36                 | 28 de diciembre de 2024  | 725 000            | 8,0%               |
| 256                | 37                 | 29 de diciembre de 2024  | 750 000            | 7,7%               |
| 257                | 38                 | 1 de enero de 2025       | 741 000            | 7,3%               |
| 258                | 39                 | 4 de enero de 2025       | 787 000            | 8,8%               |
| 259                | 40                 | 5 de enero de 2025       | 809 000            | 8,1%               |
| 260                | 41                 | 6 de enero de 2025       | 814 000            | 7,8%               |
| 261                | 42                 | 11 de enero de 2025      | 776 000            | 8,4%               |
| 262                | 43                 | 12 de enero de 2025      | 850 000            | 8,1%               |
| 263                | 44                 | 18 de enero de 2025      | 777 000            | 8,5%               |
| 264                | 45                 | 19 de enero de 2025      | 802 000            | 7,7%               |
| 265                | 46                 | 25 de enero de 2025      | 831 000            | 8,7%               |
| 266                | 47                 | 26 de enero de 2025      | 909 000            | 8,5%               |
| 267                | 48                 | 1 de febrero de 2025     | 944 000            | 10,3%              |
| 268                | 49                 | 2 de febrero de 2025     | 975 000            | 9,4%               |
| 269                | 50                 | 8 de febrero de 2025     | 892 000            | 9,7%               |
| 270                | 51                 | 9 de febrero de 2025     | 905 000            | 9,0%               |
| 271                | 52                 | 15 de febrero de 2025    | 798 000            | 8,8%               |
| 272                | 53                 | 16 de febrero de 2025    | 831 000            | 8,6%               |
| 273                | 54                 | 22 de febrero de 2025    | 749 000            | 8,7%               |
| 274                | 55                 | 23 de febrero de 2025    | 755 000            | 8,2%               |
| 275                | 56                 | 1 de marzo de 2025       | 869 000            | 9,6%               |
| 276                | 57                 | 2 de marzo de 2025       | 842 000            | 8,2%               |
| 277                | 58                 | 8 de marzo de 2025       | 934 000            | 9,6%               |
| 278                | 59                 | 9 de marzo de 2025       | 960 000            | 9,3%               |
| 279                | 60                 | 15 de marzo de 2025      | 781 000            | 8,9%               |
| 280                | 61                 | 16 de marzo de 2025      | 927 000            | 9,3%               |
| 281                | 62                 | 22 de marzo de 2025      | 913 000            | 10,0%              |
| 282                | 63                 | 23 de marzo de 2025      | 898 000            | 8,8%               |
| 283                | 64                 | 29 de marzo de 2025      | 916 000            | 11,3%              |
| 284                | 65                 | 30 de marzo de 2025      | 826 000            | 9,0%               |
| 285                | 66                 | 5 de abril de 2025       | 774 000            | 9,4%               |
| 286                | 67                 | 6 de abril de 2025       | 773 000            | 8,5%               |
| 287                | 68                 | 12 de abril de 2025      | 813 000            | 9,5%               |
| 288                | 69                 | 13 de abril de 2025      | 686 000            | 7,6%               |
| 289                | 70                 | 17 de abril de 2025      | 711 000            | 8,9%               |
| 290                | 71                 | 18 de abril de 2025      | 705 000            | 9,0%               |
| 291                | 72                 | 19 de abril de 2025      | 833 000            | 10,1%              |
| 292                | 73                 | 20 de abril de 2025      | 753 000            | 8,3%               |
| 293                | 74                 | 26 de abril de 2025      | 843 000            | 10,6%              |
| 294                | 75                 | 27 de abril de 2025      | 767 000            | 8,8%               |
| 295                | 76                 | 1 de mayo de 2025        | 837 000            | 9,9%               |
| 296                | 77                 | 3 de mayo de 2025        | 734 000            | 9,5%               |
| 297                | 78                 | 4 de mayo de 2025        | 892 000            | 9,9%               |
| 298                | 79                 | 10 de mayo de 2025       | 690 000            | 8,5%               |
| 299                | 80                 | 11 de mayo de 2025       | 751 000            | 7,7%               |
| 300                | 81                 | 17 de mayo de 2025       | 634 000            | 8,2%               |
| 301                | 82                 | 18 de mayo de 2025       | 769 000            | 8,3%               |
| 302                | 83                 | 24 de mayo de 2025       | 655 000            | 8,3%               |
| 303                | 84                 | 25 de mayo de 2025       | 727 000            | 8,8%               |
| 304                | 85                 | 31 de mayo de 2025       | 651 000            | 8,7%               |
| 305                | 86                 | 1 de junio de 2025       | 745 000            | 8,3%               |
| 306                | 87                 | 7 de junio de 2025       | 709 000            | 9,2%               |
| 307                | 88                 | 8 de junio de 2025       | 677 000            | 6,9%               |
| 308                | 89                 | 14 de junio de 2025      | 740 000            | 9,4%               |
| 309                | 90                 | 15 de junio de 2025      | 744 000            | 8,5%               |
| 310                | 91                 | 21 de junio de 2025      | 697 000            | 9,2%               |
| 311                | 92                 | 22 de junio de 2025      | 751 000            | 8,5%               |
| 312                | 93                 | 28 de junio de 2025      | 707 000            | 9,4%               |
| 313                | 94                 | 29 de junio de 2025      | 642 000            | 7,4%               |
| 313                | 94                 | 29 de junio de 2025      | 750 000            | 9,0%               |
| 314                | 95                 | 5 de julio de 2025       | 688 000            | 9,2%               |
| 315                | 96                 | 6 de julio de 2025       | 776 000            | 9,1%               |
| 316                | 97                 | 12 de julio de 2025      | 752 000            | 9,6%               |
| 317                | 98                 | 13 de julio de 2025      | 742 000            | 8,8%               |
| 318                | 99                 | 19 de julio de 2025      | 685 000            | 9,4%               |
| 319                | 100                | 20 de julio de 2025      | 742 000            | 9,2%               |

### Fiesta de verano (2025)
| Programas emitidos | Programas emitidos | Programas emitidos      | Programas emitidos | Programas emitidos |
| N.º total          | N.º temp.          | Fecha de emisión        | Espectadores       | Cuota de pantalla  |
| ------------------ | ------------------ | ----------------------- | ------------------ | ------------------ |
| 320                | 1                  | 26 de julio de 2025     | 702 000            | 10,0%              |
| 321                | 2                  | 27 de julio de 2025     | 714 000            | 7,7%               |
| 322                | 3                  | 2 de agosto de 2025     | 665 000            | 9,4%               |
| 323                | 4                  | 3 de agosto de 2025     | 660 000            | 8,4%               |
| 324                | 5                  | 9 de agosto de 2025     | 568 000            | 8,1%               |
| 325                | 6                  | 10 de agosto de 2025    | 606 000            | 8,0%               |
| 326                | 7                  | 15 de agosto de 2025    | 622 000            | 8,6%               |
| 327                | 8                  | 16 de agosto de 2025    | 584 000            | 8,0%               |
| 328                | 9                  | 17 de agosto de 2025    | 607 000            | 7,5%               |
| 329                | 10                 | 23 de agosto de 2025    |                    |                    |
| 330                | 11                 | 24 de agosto de 2025    |                    |                    |
| 331                | 12                 | 30 de agosto de 2025    |                    |                    |
| 332                | 13                 | 31 de agosto de 2025    |                    |                    |
| 333                | 14                 | 6 de septiembre de 2025 |                    |                    |
| 334                | 15                 | 7 de septiembre de 2025 |                    |                    |

### Temporada 4 (2025-2026)
| Programas emitidos | Programas emitidos | Programas emitidos | Programas emitidos | Programas emitidos |
| N.º total          | N.º temp.          | Fecha de emisión   | Espectadores       | Cuota de pantalla  |
| ------------------ | ------------------ | ------------------ | ------------------ | ------------------ |
|                    |                    |                    |                    |                    |

### Audiencias por meses
| Año  | Mes        | Audiencia    | Audiencia |
| Año  | Mes        | Espectadores | Cuota     |
| ---- | ---------- | ------------ | --------- |
| 2022 | Octubre    | 1 114 000    | 11,7%     |
| 2022 | Noviembre  | 1 263 000    | 11,6%     |
| 2022 | Diciembre  | 1 169 000    | 10,3%     |
| 2022 | Media      | 1 182 000    | 11,2%     |
| 2023 | Enero      | 1 205 000    | 10,7%     |
| 2023 | Febrero    | 1 137 000    | 10,6%     |
| 2023 | Marzo      | 1 017 000    | 10,1%     |
| 2023 | Abril      | 975 000      | 10,8%     |
| 2023 | Mayo       | 1 034 000    | 10,7%     |
| 2023 | Junio      | 1 033 000    | 11,3%     |
| 2023 | Julio      | 1 003 000    | 11,3%     |
| 2023 | Agosto     | 867 000      | 10,6%     |
| 2023 | Septiembre | 917 000      | 10,2%     |
| 2023 | Octubre    | 907 000      | 9,8%      |
| 2023 | Noviembre  | 1 001 000    | 9,8%      |
| 2023 | Diciembre  | 1 063 000    | 10,8%     |
| 2023 | Media      | 1 013 000    | 10,6%     |
| 2024 | Enero      | 1 023 000    | 9,8%      |
| 2024 | Febrero    | 1 015 000    | 10,0%     |
| 2024 | Marzo      | 985 000      | 10,0%     |
| 2024 | Abril      | 934 000      | 10,5%     |
| 2024 | Mayo       | 866 000      | 9,6%      |
| 2024 | Junio      | 811 000      | 9,0%      |
| 2024 | Julio      | 797 000      | 9,4%      |
| 2024 | Agosto     | 726 000      | 9,4%      |
| 2024 | Septiembre | 834 000      | 10,2%     |
| 2024 | Octubre    | 873 000      | 9,7%      |
| 2024 | Noviembre  | 891 000      | 9,4%      |
| 2024 | Diciembre  | 836 000      | 8,9%      |
| 2024 | Media      | 883 000      | 9,7%      |
| 2025 | Enero      | 810 000      | 8,2%      |
| 2025 | Febrero    | 856 000      | 9,1%      |
| 2025 | Marzo      | 887 000      | 9,4%      |
| 2025 | Abril      | 766 000      | 9,1%      |
| 2025 | Mayo       | 734 000      | 8,8%      |
| 2025 | Junio      | 716 000      | 8,6%      |
| 2025 | Julio      | 725 000      | 9,1%      |
| 2025 | Agosto     |              |           |
| 2025 | Septiembre |              |           |
| 2025 | Octubre    |              |           |
| 2025 | Noviembre  |              |           |
| 2025 | Diciembre  |              |           |
| 2025 | Media      |              |           |
| 2026 | Enero      |              |           |
| 2026 | Febrero    |              |           |
| 2026 | Marzo      |              |           |
| 2026 | Abril      |              |           |
| 2026 | Mayo       |              |           |
| 2026 | Junio      |              |           |
| 2026 | Julio      |              |           |
| 2026 | Agosto     |              |           |
| 2026 | Media      |              |           |